# Pan de Gyeongju
El pan de Gyeongju, también llamado a veces pan de Hwangnam, es una especialidad local de la ciudad de Gyeongju (Corea del Sur). Es un pequeño bollo con un relleno de anko (pasta dulce de judía azuki). El pan de Gyeongju fue elaborado por primera vez en 1939 es un panadería de Hwangnam-dong, en el centro de Gyeongju.  Desde entonces se ha hecho popular en todo el país y es producida por varias empresas diferentes, todas con sede en Gyeongju. Se vende en muchos lugares de la ciudad, y también en tiendas especializadas de todo el país.